# Liyingzi
Liyingzi (kinesiska: 李郢孜) är en köping  i östra Kina. Den ligger i stadsdistriktet Xiejiaji i staden Huainan i provinsen Anhui, omkring 88 kilometer nordväst om provinshuvudstaden Hefei. Antalet invånare är 44929. Befolkningen består av 22 031 kvinnor och 22 898 män. Barn under 15 år utgör 11,0 %, vuxna 15-64 år 78 %, och äldre över 65 år 10,0 %.